# Gyldne Puma
Den Gyldne Puma er siden 1985 Dansk Atletik Forbunds pris til den bedste mandlige og kvindelige danske atletikudøver i den forgangne sæson.

## Vindere af den Gyldne Puma
| År   | Kvindelige vinder                                       | Mandlige vinder                                  |
| ---- | ------------------------------------------------------- | ------------------------------------------------ |
| 1985 | Lene Demsitz (Sparta Atletik), længdespring             | Henrik Jørgensen (Herlev), maraton               |
| 1986 | Lene Demsitz (Sparta Atletik), længdespring             | Niels Kim Hjorth (Skive AM), 1500 meter          |
| 1987 | Lene Demsitz (Sparta Atletik), længdespring             | Henrik Jørgensen (Københavns IF), maraton        |
| 1988 | Lene Demsitz (Sparta Atletik), længdespring             | Mogens Guldberg (Sparta Atletik), 1500 meter     |
| 1989 | Dorthe S. Rasmussen (Glostrup IC), maraton              | Mogens Guldberg (Sparta Atletik), 1500 meter     |
| 1990 | Gitte Karlshøj (Køge G&IF), 3000 meter                  | Mogens Guldberg (Sparta Atletik), 1500 meter     |
| 1991 | Gitte Karlshøj (Køge G&IF), 3000 meter                  | Mogens Guldberg (Sparta Atletik), 3000 meter (i) |
| 1992 | Renata P. Nielsen (Århus 1900), længdespring            | Martin Voss (Århus 1900), stangspring            |
| 1993 | Renata P. Nielsen (Århus 1900), længdespring            | Jan Ikov (Frederiksberg IF), halvmaraton         |
| 1994 | Renata P. Nielsen (Århus 1900), længdespring            | Wilson Kipketer (Sparta Atletik), 800 meter      |
| 1995 | Jette Ø. Jeppesen (Århus 1900), spydkast                | Wilson Kipketer (Sparta Atletik), 800 meter      |
| 1996 | Renata P. Nielsen (Århus 1900), længdespring            | Wilson Kipketer (Sparta Atletik), 800 meter      |
| 1997 | Pia Zinck (Århus 1900), højdespring                     | Wilson Kipketer (Sparta Atletik), 800 meter      |
| 1998 | Pia Zinck (Århus 1900), højdespring                     | Carsten Jørgensen (Blovstrød Løverne), Cross     |
| 1999 | Heidi Jensen (Køge G&IF), 800 meter                     | Wilson Kipketer (Sparta Atletik), 800 meter      |
| 2000 | Marie Bagger Rasmussen (Århus 1900), stangspring        | Wilson Kipketer (Sparta Atletik), 800 meter      |
| 2001 | Marie Bagger Bohn (Rasmussen )(Århus 1900), stangspring | Joachim B. Olsen (Århus 1900), kuglestød         |
| 2002 | Annemette Jensen (Sparta Atletik), maraton              | Wilson Kipketer (Sparta Atletik), 800 meter      |
| 2003 | Annemette Jensen (Sparta Atletik), maraton              | Morten Jensen (FIF Hillerød), længdespring       |
| 2004 | Rikke Rønholt (Sparta Atletik), 800 meter               | Joachim B. Olsen (Århus 1900), kuglestød         |
| 2005 | Christina Scherwin (Sparta Atletik), spydkast           | Joachim B. Olsen (Århus 1900), kuglestød         |
| 2006 | Christina Scherwin (Sparta Atletik), spydkast           | Joachim B. Olsen (Århus 1900), kuglestød         |
| 2007 | Sara Slott Petersen (Århus 1900), 400 meter hæk         | Joachim B. Olsen (Århus 1900), kuglestød         |
| 2008 |                                                         |                                                  |
| 2009 |                                                         |                                                  |
| 2010 |                                                         |                                                  |